# أديلا كاستل
أديلا كاستل (بالإسبانية: Adela Castell) (1864، بايساندو في الأوروغواي - 1926)؛ مُدرسة، كاتِبة وشاعرة .